# Nai Manitoban
Nai sừng xám Manitoban (Danh pháp khoa học: Cervus canadensis manitobensis) là một phân loài của loài nai sừng xám được tìm thấy trong các tỉnh của Canada và vùng Prairie Hoa Kỳ và miền Trung Tây. So với Nai sừng xám núi Rocky, Nai Mountain thì lớn hơn về kích thước cơ thể, nhưng có gạc nhỏ hơn. Các phân loài này đã được định hướng thành gần như tuyệt chủng năm 1900, nhưng đã hồi phục kể từ đó. Số lượng hiện nay của chúng là khoảng 10.000 con